# 北国壁钱
北国壁钱（学名：Uroctea lesserti）为壁钱科壁钱属的动物。在中国大陆，分布于北京、河北、辽宁、吉林、黑龙江、甘肃、山东、江苏、河南等地，一般生活于墙角、墙缝和石缝。该物种的模式产地在中国。